# Maëlle Lakrar
Maëlle Lakrarⓘ (ur. 25 maja 2000 w Orange) – francuska piłkarka, występująca na pozycji obrończyni w hiszpańskim klubie Real Madryt oraz w reprezentacji Francji. Uczestniczka Igrzysk Olimpijskich 2024 w Paryżu oraz Mistrzostw Świata 2023.

## Statystyki

### Klubowe
Na podstawie:
| Klub               | Sezonów | Liga                | Liga  | Liga   | Puchar krajowy | Puchar krajowy | Kontynentalne | Kontynentalne | Suma  | Suma   |
| Klub               | Sezonów | Liga                | Mecze | Bramki | Mecze          | Bramki         | Mecze         | Bramki        | Mecze | Bramki |
| ------------------ | ------- | ------------------- | ----- | ------ | -------------- | -------------- | ------------- | ------------- | ----- | ------ |
| Olympique Marsylia | 1       | Division 2 Féminine | 20    | 0      | 3              | 0              | –             | –             | 53    | 4      |
| Olympique Marsylia | 2       | Division 1 Féminine | 30    | 1      | 3              | 0              | –             | –             | 53    | 4      |
| Montpellier HSC    | 6       | Division 1 Féminine | 96    | 3      | 9              | 3              | –             | –             | 86    | 8      |
| Real Madryt        | 1       | Liga F              | 7     | 0      | 0              | 0              | 6             | 0             | 13    | 0      |
|                    | Łącznie | Łącznie             | 153   | 4      | 12             | 3              | 6             | 0             | 171   | 7      |

### Reprezentacyjne
Na podstawie:
| Mecze i gole w reprezentacji podczas Mistrzostw Świata 2023 | Mecze i gole w reprezentacji podczas Mistrzostw Świata 2023 | Mecze i gole w reprezentacji podczas Mistrzostw Świata 2023 | Mecze i gole w reprezentacji podczas Mistrzostw Świata 2023 | Mecze i gole w reprezentacji podczas Mistrzostw Świata 2023 | Mecze i gole w reprezentacji podczas Mistrzostw Świata 2023 | Mecze i gole w reprezentacji podczas Mistrzostw Świata 2023 | Mecze i gole w reprezentacji podczas Mistrzostw Świata 2023 |
| Lp.                                                         | Data                                                        | Miasto                                                      | Przeciwnik                                                  | Wynik                                                       | Gole                                                        | Inne                                                        | Faza rozgrywek                                              |
| ----------------------------------------------------------- | ----------------------------------------------------------- | ----------------------------------------------------------- | ----------------------------------------------------------- | ----------------------------------------------------------- | ----------------------------------------------------------- | ----------------------------------------------------------- | ----------------------------------------------------------- |
| 1.                                                          | 23.07.2023                                                  | Sydney                                                      | Jamajka                                                     | 0:0 (0:0)                                                   |                                                             |                                                             | Faza grupowa                                                |
| 2.                                                          | 29.07.2023                                                  | Brisbane                                                    | Brazylia                                                    | 2:1 (1:0)                                                   |                                                             |                                                             | Faza grupowa                                                |
| 3.                                                          | 02.08.2023                                                  | Sydney                                                      | Panama                                                      | 6:3 (4:1)                                                   | 21'                                                         |                                                             | Faza grupowa                                                |
| 4.                                                          | 12.08.2023                                                  | Brisbane                                                    | Australia                                                   | 0:0 (k.6:7)                                                 |                                                             |                                                             | Ćwierćfinał                                                 |

## Sukcesy
Na podstawie:

### Reprezentacyjne
- Mistrzyni Europy U-19 2019